# Église de la Sainte-Trinité de Cluj
Pour les articles homonymes, voir Église de la Sainte-Trinité.
L’église de la Sainte Trinité, dite également église des Piaristes  (en roumain Biserica Piariștilor Sfânta Treime), est un édifice religieux catholique sis au 5, rue (strada) Universității à Cluj, en Roumanie.  Elle est connue également sous le nom d’Église des jésuites (en roumain Biserica iezuiților) ou ‘église universitaire’ (Biserica universității).  
Construite par les Jésuites (1718 à 1724) comme lieu de culte et d'activités spirituelles et pastorales de leur collège elle fut dédiée à la Sainte Trinité. C'est la première église catholique édifiée en Transylvanie après la réforme protestante. Elle est au même temps le premier édifice religieux de style baroque érigé en Transylvanie et demeure un des bâtiments emblématiques de Cluj et modèle architectural repris par d'autres églises de la région.

## Histoire
Le 13 mars 1718, les prêtres jésuites commencent une collecte de fonds pour construire leur collège et  église. Mgr Georgius Martonfi en pose la pierre angulaire.  Elle est achevée en 1724 et consacrée l’année suivante par Mgr Joannes Antalfi. Si l’extérieur de l’église est relativement sobre sa décoration intérieure est riche et typiquement baroque.  Considéré comme un des monuments les plus remarquables de la ville, l’’édifice a servi de prototype pour de nombreuses autres églises en Transylvanie.

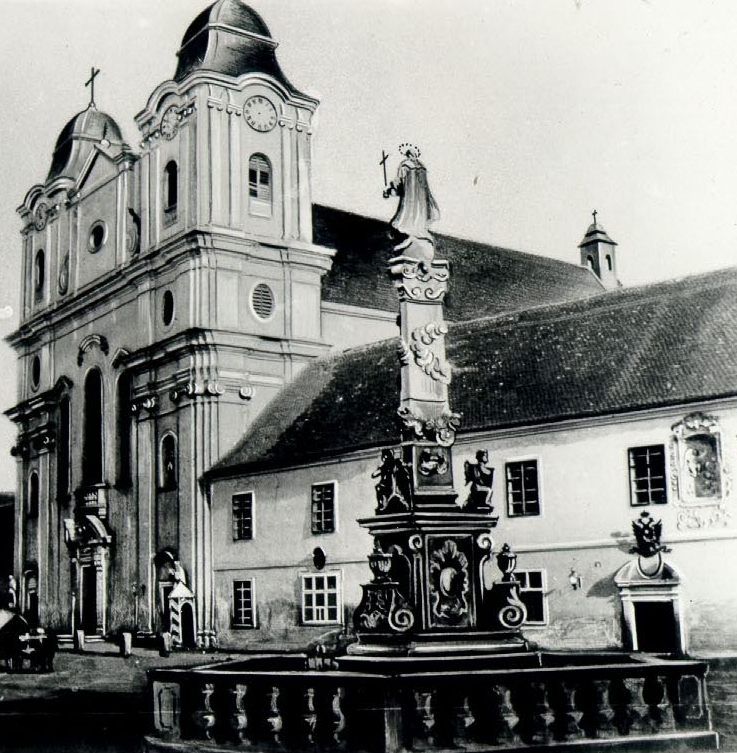
L'église avec la statue de la Vierge sur la place, en 1859

Lorsque la Compagnie de Jésus est supprimée (1773)  - et les biens jésuites confisqués - leur église de Cluj est confiée (en 1776) par l’impératrice Marie-Thérèse aux pères Piaristes qui en assurent les services pastoraux. La même année, par décret impérial, le collège devient université: c'est l'origine de l'Université Babeș-Bolyai. Une statue de la Vierge Marie se trouvait devant l’église. En 1959, les autorités communistes l’ont retirée.
L’église fut plusieurs fois restaurée en 1775, 1831, 1943, 1970 et tout récemment, en 2005-2006.

### Incident
Le 12 août 1956, des prêtres et quelque 5 000 laïcs de l’Église gréco-catholique roumaine organisèrent une manifestation devant l'église de la Trinité, à Cluj. Le but était de démontrer que leur Église gréco-catholique, amalgamée de force avec l’Église orthodoxe roumaine (et interdite depuis 1948), n’avait pas cessé d’exister, contrairement à ce qu’affirmait le régime communiste.  Ils tentèrent de pénétrer dans l’église et d’y célébrer la messe mais en furent empêchés par des prêtres catholiques romains, par crainte de représailles. 
La célébration eucharistique eut lieu en plein air, devant l’église. Dans son sermon, le Père Vasile Chindriș critiqua ouvertement les dirigeants communistes. Les prêtres qui participèrent à la liturgie furent arrêtés et emprisonnés. De nombreux laïcs furent également punis : ainsi Vasile Fărcaș, président du tribunal de Cluj dans l’entre-deux-guerres, qui purgea près de 8 ans d’une peine de dix ans.

## Description

### Extérieur
L’église est flanquée de deux tours-clochers, chacune de 45 mètres de haut. La porte d’entrée au centre de la façade est surmontée de trois vitraux longiformes destinés à permettre à la lumière de pénétrer à l’intérieur. Au tympan de la porte principale un bas-relief porte la dédicace (latine) : « Honori Sanctissimae Trinitatis » (« En l’honneur de la Très Sainte Trinité »). 
Chacune des deux portes latérales, au pied des tours, est surmontée d’une niche avec statue de saint. A gauche : saint Ignace de Loyola, et à droite, saint François Xavier. Toutes deux sont œuvres de l’artiste bavarois Johannes König. Auparavant, des statues des saints Jean Népomucène et de Louis de Gonzague, également de König, se tenaient près des entrées latérales.
Sous le bâtiment de l’église une vaste crypte abrite quelque 140 sépultures.

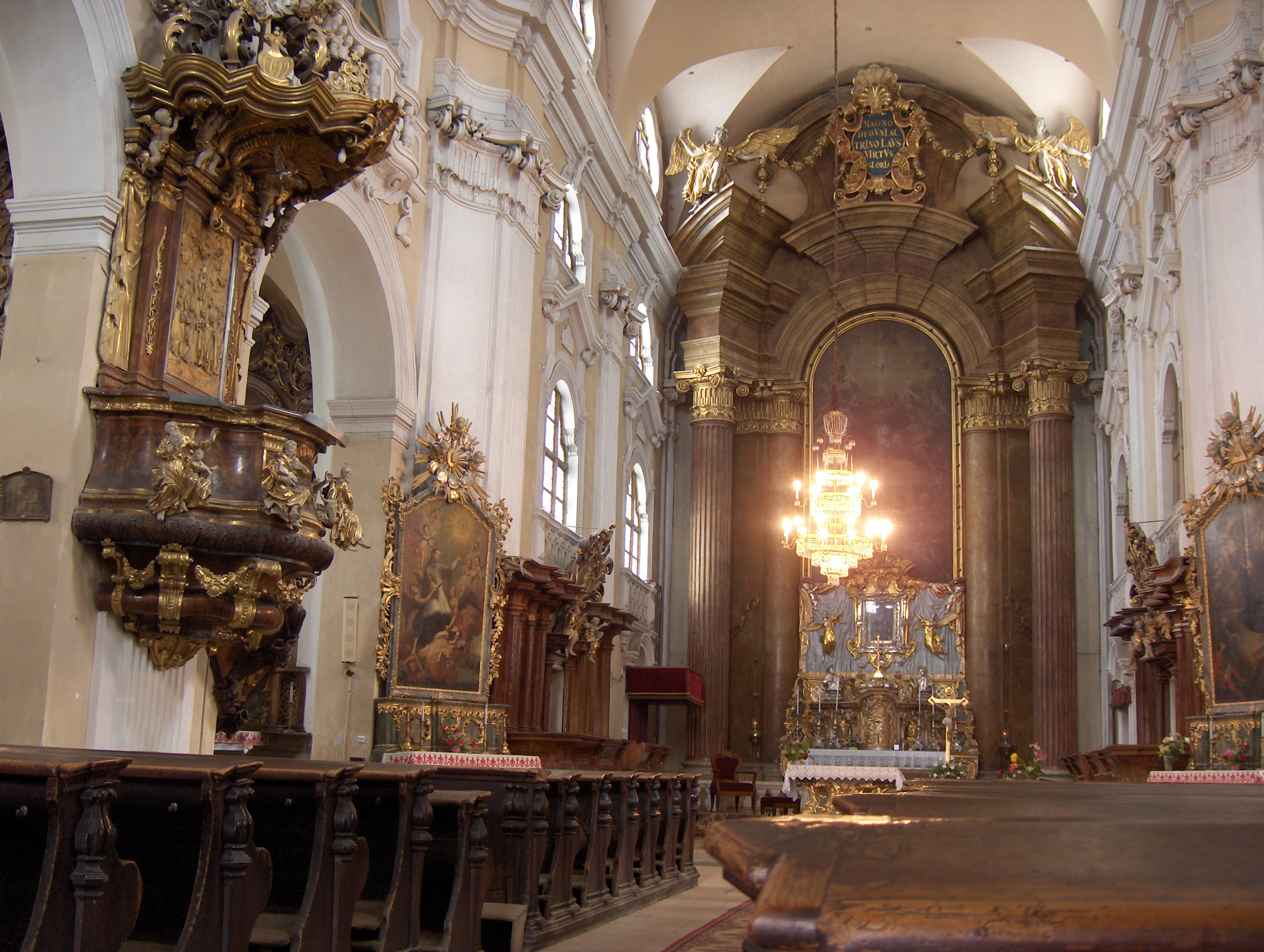
L'intérieur de l'église de la Sainte-Trinité

### Intérieur
Contrairement à l’extérieur plutôt sobre, l’intérieur est richement orné. Le bâtiment a une nef unique, 45 mètres de long et 24 mètres de haut. Il y a trois chapelles latérales sur chaque côté, chacune ayant son propre autel et ornée de plusieurs peintures. Sur les murs se trouvent les plaques de dévotion communes aux églises catholiques romaines, écrites dans les principales langues historiques de la Transylvanie : roumain, hongrois, allemand et latin.
- Le maître-autel, flanqué de colonnes décoratives est grandiose. Il est dédié à la Sainte Trinité. Le tableau d’autel est une icône de la Vierge Marie, peinte sur bois et encadrée en métal. L’icône est peut-être celle qui, provenant du monastère de Nicula y aurait versé des larmes en 1699.  Au-dessus du tabernacle deux bustes des saints Ignace et François-Xavier. Ils auraient été apportés de Vienne en 1726.
- Un chronogramme, avec angelots et guirlandes surmonte le tableau d’autel : « Magno Deo UnI aC trIno LaUs VirtVs gLorIa » (« À Dieu grand, un et trin: louange, honneur et gloire »). Il indique donc l’année 1723.
- La chaire de vérité, œuvre d’Anton Schuchbauer (1719-1789), est ornée de sculptures en relief des quatre Évangélistes, et entre la chaire et sa couronne, il y a un bas-relief avec les saints jésuites les plus importants. Saint Michel est représenté sur la couronne de la chaire.